# Associazione Sportiva Livorno Calcio 2019-2020
Questa voce raccoglie le informazioni riguardanti il Livorno Calcio nelle competizioni ufficiali della stagione 2019-2020.

## Stagione
Dopo la salvezza raggiunta all'ultima giornata nel campionato 2018-2019, la società per la nuova stagione 2019-2020 riconferma sulla panchina Roberto Breda. Il tecnico si lega alla squadra con un accordo valido fino al 2021. Con l'inizio della nuova stagione lasciano la squadra amaranto degli elementi importanti come Diamanti e Valiani; entrambi hanno contribuito in modo significativo alla permanenza in cadetteria del Livorno. Il primo acquisto ufficiale è Marsura, che arrivo a titolo gratuito dal Carpi. Seguono il difensore Morganella, ed i centrocampisti D'Angelo e Del Prato e l'attaccante Fabio Mazzeo rimasto svincolato dopo l'esperienza al Foggia. Gli innesti più significativi arrivano dal Milan, con l'arrivo in prestito del portiere classe 2000 Plizzari, e dal Bologna, dove viene prelevato sempre in prestito Rizzo; inoltre si aggrega alla squadra Adrian Stoian rimasto senza contratto dopo l'esperienza alla Steaua Bucarest. La prima partita stagionale degli amaranto si svolge al Picchi contro il Carpi nel secondo turno della Coppa Italia, gli amaranto non riescono ad andare in gol e gli ospiti ne approfittano segnando la rete del vantaggio con un colpo di testa di Vano che elimina la squadra amaranto dalla Coppa Italia. In campionato il Livorno parte male, e non riesce a raddrizzare la situazione. Tre gli allenatori che si sono alternati alla ricerca di rimettere in carreggiata la squadra labronica. Il girone di andata è stato chiuso all'ultimo posto con 12 punti, nel girone di ritorno si è riusciti a fare ancora peggio, con soli 9 punti racimolati. La retrocessione in Serie C del Livorno è arrivata con cinque giornate di anticipo sul termine del campionato, ed è stata la conseguenza di questa amara stagione, che verrà ricordata per altre due rilevanti situazioni: la prima la sospensione del campionato dal 10 marzo al 16 giugno 2020 per la pandemia da Covid-19 che ha sconvolto il mondo, con diversi incontri giocati senza la presenza del pubblico, e la seconda, l'uscita di scena dopo ventuno anni, del presidente Aldo Spinelli.

## Divise e sponsor
Per la stagione 2019-2020 lo sponsor tecnico rimane Legea, che la squadra veste dal 2006, mentre lo sponsor ufficiale rimane come nella stagione passata Gruppo Spinelli. Confermato per tutte le squadre di serie B il top sleeve sponsor "Facile ristrutturare" sulla manica sinistra.
| Casa | Trasferta | Terza divisa |  |

## Organigramma societario
Area direttiva
- Presidente: Aldo Spinelli
- Vicepresidente: Silvano Siri
- Amministratore Delegato: Roberto Spinelli
- Direttore generale: Massimo Milli
- Segretario generale: Alessandro Bini
- Organismo di vigilanza: Enrico Molisani

Area comunicazione e marketing
- Responsabile area commerciale-marketing: Alessandro Favilli
- Responsabile area commerciale-marketing: Fabio Discalzi
- Responsabile area comunicazione: Paolo Nacarlo
- Responsabile amministrazione: Diego Guidi
- Amministrazione: Rita Pasquini
- Segreteria: Cristina Martorella, Silvia Scaramelli
- Biglietteria e S.L.O.: Massimiliano Casali

Area sportiva
- Direttore sportivo: Elio Signorelli
- Team manager: David Balleri

Area tecnica
- Allenatore: Roberto Breda (fino al 9/12/2019), Paolo Tramezzani
- Vice allenatore: Simone Baroncelli (fino al 9/12/2019), Jacopo Alberti
- Collaboratore tecnico: Antonio Filippini (dal 25/11/2019)
- Preparatore atletico: Donatello Matarangolo
- Allenatore dei portieri: Pietro Spinosa

Area sanitaria
- Medico sociale: Manlio Porcellini
- Massofisioterapista: Gianni Scappini, Manuel Lenzi

## Rosa
Nomi e ruoli tratti dal sito ufficiale del Livorno Calcio. I dati sono aggiornati al 12 settembre 2019.
| N. |                        | Ruolo | Calciatore                |
| -- | ---------------------- | ----- | ------------------------- |
| 1  | Italia (bandiera)      | P     | Filippo Neri              |
| 2  | Francia (bandiera)     | D     | Andrew Delly Marie-Sainte |
| 4  | Italia (bandiera)      | D     | Matteo Di Gennaro         |
| 5  | Italia (bandiera)      | D     | Alessandro Coppola        |
| 6  | Italia (bandiera)      | D     | Andrea Gasbarro           |
| 6  | Argentina (bandiera)   | D     | Matías Silvestre          |
| 7  | Italia (bandiera)      | A     | Davide Marsura            |
| 8  | Italia (bandiera)      | C     | Andrea Luci (Capitano)    |
| 9  | Paesi Bassi (bandiera) | A     | Sven Braken               |
| 10 | Romania (bandiera)     | C     | Adrian Stoian             |
| 11 | Brasile (bandiera)     | A     | Murilo                    |
| 14 | Italia (bandiera)      | C     | Luca Rizzo                |
| 15 | Italia (bandiera)      | D     | Enrico Del Prato          |
| 16 | Italia (bandiera)      | C     | Gennaro Ruggiero          |
| 17 | Italia (bandiera)      | C     | Antonio Porcino           |
| 18 | Italia (bandiera)      | C     | Matteo Pallecchi          |
| 19 | Italia (bandiera)      | D     | Gabriele Morelli          |
| 20 | Italia (bandiera)      | A     | Enrico Brignola           |
| 21 | Italia (bandiera)      | D     | Lorenzo Gonnelli          |
| 21 | Italia (bandiera)      | C     | Mattia Trovato            |

| N. |                       | Ruolo | Calciatore          |
| -- | --------------------- | ----- | ------------------- |
| 22 | Italia (bandiera)     | P     | Matteo Ricci        |
| 23 | Svizzera (bandiera)   | D     | Michel Morganella   |
| 24 | Italia (bandiera)     | A     | Fabio Mazzeo        |
| 26 | Croazia (bandiera)    | D     | Luka Bogdan         |
| 27 | Italia (bandiera)     | C     | Sonny D'Angelo      |
| 27 | Argentina (bandiera)  | A     | Franco Ferrari      |
| 29 | Italia (bandiera)     | C     | Michele Rocca       |
| 31 | Montenegro (bandiera) | A     | Filip Raičević      |
| 31 | Svezia (bandiera)     | A     | Robin Simović       |
| 32 | Italia (bandiera)     | A     | Manuel Marras       |
| 34 | Italia (bandiera)     | C     | Davide Agazzi       |
| 35 | Italia (bandiera)     | P     | Alessandro Plizzari |
| 37 | Italia (bandiera)     | C     | Agostino Rizzo      |
| 37 | Nigeria (bandiera)    | C     | Theophilus Awua     |
| 38 | Rep. Ceca (bandiera)  | P     | Lukáš Zima          |
| 39 | Svezia (bandiera)     | D     | Viktor Agardius     |
| 42 | Slovenia (bandiera)   | D     | Matija Boben        |
| 43 | Italia (bandiera)     | C     | Federico Viviani    |
| 47 | Senegal (bandiera)    | D     | Moustapha Seck      |

## Calciomercato

### Sessione estiva (dall'1/7 al 2/9)
| Acquisti         | Acquisti            | Acquisti         | Acquisti              |
| R.               | Nome                | da               | Modalità              |
| ---------------- | ------------------- | ---------------- | --------------------- |
| P                | Alessandro Plizzari | Milan            | prestito secco        |
| D                | Alessandro Coppola  | Torino           | prestito              |
| D                | Michel Morganella   | Padova           | svincolato            |
| C                | Santo D'Angelo      | Sicula Leonzio   | gratuito              |
| C                | Enrico Del Prato    | Atalanta         | prestito              |
| C                | Agostino Rizzo      | Palermo          | svincolato            |
| C                | Luca Rizzo          | Bologna          | prestito              |
| C                | Gennaro Ruggiero    | Palermo          | svincolato            |
| C                | Adrian Stoian       | FCSB             | svincolato            |
| C                | Federico Viviani    | SPAL             | prestito              |
| C                | Braian Volpini      | Senglea Athletic | definitivo'           |
| A                | Sven Braken         | N.E.C.           | definitivo            |
| A                | Enrico Brignola     | Sassuolo         | prestito              |
| A                | Manuel Marras       | Pescara          | prestito              |
| A                | Davide Marsura      | Carpi            | gratuito              |
| A                | Fabio Mazzeo        | Foggia           | svincolato            |
| Altre operazioni |                     |                  |                       |
| R.               | Nome                | da               | Modalità              |
| P                | Thomas Romboli      | Olbia            | fine prestito         |
| D                | Nicolas Bresciani   | Ravenna          | fine prestito         |
| D                | Gabriele Morelli    | Juventus         | fine prestito         |
| D                | Tino Parisi         | Siracusa         | fine prestito         |
| C                | Davide Agazzi       | Atalanta         | riscatto (400 mila €) |
| C                | Filippo Gemmi       | Olbia            | fine prestito         |
| A                | Pasquale Maiorino   | Feralpisalò      | fine prestito         |

| Cessioni         | Cessioni                | Cessioni         | Cessioni       |
| R.               | Nome                    | a                | Modalità       |
| ---------------- | ----------------------- | ---------------- | -------------- |
| P                | Paolo Baiocco           | Paganese         | svincolato     |
| P                | Luca Mazzoni            | svincolato       |                |
| P                | Thomas Romboli          | Pergolettese     | prestito secco |
| D                | Michelangelo Albertazzi | svincolato       |                |
| D                | Nicolas Bresciani       | Reggina          | prestito secco |
| D                | Dario Dainelli          | fine carriera    |                |
| D                | Tino Parisi             | Sicula Leonzio   | prestito       |
| C                | Filippo Gemmi           | Foggia           | gratuito       |
| C                | Francesco Valiani       | Pistoiese        | svincolato     |
| A                | Alessandro Diamanti     | Western Utd      | svincolato     |
| A                | Nicolao Dumitru         | Gaz Metan Mediaș | svincolato     |
| A                | Pasquale Maiorino       | Feralpisalò      | prestito secco |
| Altre operazioni |                         |                  |                |
| R.               | Nome                    | da               | Modalità       |
| P                | Luca Crosta             | Olbia            | fine prestito  |
| D                | Federico Casanova       | Chieri           | prestito secco |
| D                | Fabio Eguelfi           | Verona           | fine prestito  |
| C                | Nicolò Fazzi            | Atalanta         | fine prestito  |
| C                | Tomasz Kupisz           | Ascoli           | fine prestito  |
| C                | Aniello Salzano         | Ternana          | fine prestito  |
| A                | Alessio Canessa         | Pergolettese     | prestito secco |
| A                | Niccolò Giannetti       | Cagliari         | fine prestito  |
| A                | Gabriele Gori           | Fiorentina       | fine prestito  |
| A                | Gianmarco Regoli        | Prato            | prestito secco |

### Operazioni tra le due sessioni
| Acquisti         | Acquisti     | Acquisti | Acquisti   |
| R.               | Nome         | da       | Modalità   |
| ---------------- | ------------ | -------- | ---------- |
| P                | Matteo Ricci | Massese  | svincolato |
| Altre operazioni |              |          |            |
| R.               | Nome         | da       | Modalità   |

| Cessioni | Cessioni         | Cessioni | Cessioni |
| R.       | Nome             | a        | Modalità |
| -------- | ---------------- | -------- | -------- |
|          | Altre operazioni |          |          |
| R.       | Nome             | da       | Modalità |

### Sessione invernale (dal 2/01 al 31/01)
| Acquisti         | Acquisti          | Acquisti | Acquisti      |
| R.               | Nome              | da       | Modalità      |
| ---------------- | ----------------- | -------- | ------------- |
| D                | Federico Casanova | Chieri   | fine prestito |
| Altre operazioni |                   |          |               |
| R.               | Nome              | da       | Modalità      |

| Cessioni         | Cessioni           | Cessioni      | Cessioni                                          |
| R.               | Nome               | a             | Modalità                                          |
| ---------------- | ------------------ | ------------- | ------------------------------------------------- |
| C                | Santo D'Angelo     | Potenza       | prestito con diritto di riscatto e controriscatto |
| D                | Federico Casanova  | Fezzanese     | prestito                                          |
| Altre operazioni |                    |               |                                                   |
| R.               | Nome               | da            | Modalità                                          |
| A                | Giulio Camarlinghi | Sangiovannese | gratuito                                          |

## Risultati

### Serie B

#### Girone di andata
| Arbitro: | Amabile (Vicenza) |

|                    |           |  |
| Mancosu 28’ (rig.) | Marcatori |  |

| Arbitro: | Marini (Roma) |

|  |           |              |
|  | Marcatori | 66’ Iemmello |

| Arbitro: | Rapuano (Rimini) |

|                        |           |  |
| Gerbo 43’ Ninković 96’ | Marcatori |  |

| Arbitro: | Di Martino (Teramo) |

|                       |           |               |
| Agazzi 21’ Marras 68’ | Marcatori | 55’ Strizzolo |

| Arbitro: | Ros (Pordenone) |

|               |           |             |
| Pierini 90+4’ | Marcatori | 52’ Marsura |

| Arbitro: | Ghersini (Genova) |

|                          |           |                                                    |
| Marsura 18’ Raičević 57’ | Marcatori | 45+1’ Migliorini 59’ (aut.) Di Gennaro 90+1’ Đurić |

| Arbitro: | Illuzzi (Molfetta) |

|                            |           |                                                     |
| Marsura 5’, 30’ Marras 25’ | Marcatori | 6’ Pucciarelli 54’, 59’ (rig.) Meggiorini 89’ Segre |

| Arbitro: | Pezzuto (Lecce) |

|                  |           |  |
| Ciano 89’ (rig.) | Marcatori |  |

| Arbitro: | Sacchi (Macerata) |

|                         |           |  |
| S. Benedetti 16’ (aut.) | Marcatori |  |

| Arbitro: | Minelli (Varese) |

|           |           |  |
| Proia 79’ | Marcatori |  |

| Arbitro: | Marini (Roma) |

|                         |           |                 |
| Agazzi 58’ Marras 90+5’ | Marcatori | 49’ (aut.) Zima |

| Arbitro: | Camplone (Pescara) |

|           |           |  |
| Aramu 39’ | Marcatori |  |

| Arbitro: | Abbattista (Molfetta) |

|            |           |                    |
| Mazzeo 48’ | Marcatori | 35’, 45’ Pettinari |

| Cremona 30 novembre 2019, ore 15:00 CEST 14ª giornata | Cremonese          | 0 – 0 referto | Livorno | Stadio Giovanni Zini (5 482 spett.)\| Arbitro: \| Prontera (Bologna) \| |
| Arbitro:                                              | Prontera (Bologna) |               |         |                                                                         |

| Arbitro: | Sacchi (Macerata) |

|                        |           |  |
| Ragusa 33’ Mastinu 77’ | Marcatori |  |

| Arbitro: | Ros (Pordenone) |

|  |           |                       |
|  | Marcatori | 13’ Kragl 85’ Letizia |

| Arbitro: | Minelli (Varese) |

|                        |           |            |
| Cuomo 23’ Crociata 26’ | Marcatori | 12’ Marras |

| Arbitro: | Amabile (Vicenza) |

|  |           |                               |
|  | Marcatori | 15’ Galano 30’ (rig.) Maniero |

| Arbitro: | Sozza (Seregno) |

|             |           |                   |
| Mancuso 23’ | Marcatori | 19’ (rig.) Marras |

#### Girone di ritorno
| Arbitro: | Rapuano (Rimini) |

|                                                    |           |                                                                   |
| Murilo 9’ Braken 21’ Rocca 42’ (rig.) Marras 90+2’ | Marcatori | 45+1’ (rig.) Schenetti 77’ F. Poli 89’ G. De Luca 90+6’ Pellizzer |

| Arbitro: | Prontera (Bologna) |

|                |           |  |
| Melchiorri 29’ | Marcatori |  |

| Arbitro: | Ros (Pordenone) |

|  |           |                                  |
|  | Marcatori | 7’, 90+4’ Trotta 47’ L. Morosini |

| Arbitro: | Marini (Roma) |

|                           |           |                       |
| Gavazzi 39’ Chiaretti 83’ | Marcatori | 53’ Bogdan 67’ Marras |

| Arbitro: | Camplone (Pescara) |

|  |           |                               |
|  | Marcatori | 30’, 32’ Asencio 44’ Bruccini |

| Arbitro: | Di Martino (Teramo) |

|          |           |  |
| Đurić 6’ | Marcatori |  |

| Arbitro: | Amabile (Vicenza) |

|  |           |                |
|  | Marcatori | 57’ F. Ferrari |

| Arbitro: | Minelli (Varese) |

|                              |           |                              |
| F. Ferrari 15’ Del Prato 50’ | Marcatori | 31’ Citro 69’ (rig.) Dionisi |

| Arbitro: | Marinelli (Tivoli) |

|          |           |  |
| Lisi 63’ | Marcatori |  |

| Arbitro: | Ghersini (Genova) |

|  |           |                           |
|  | Marcatori | 50’ (rig.) Iori 60’ Proia |

| Arbitro: | Robilotta (Sala Consilina) |

|                    |           |                                   |
| Calò 21’ Cissé 86’ | Marcatori | 59’ Agazzi 60’ Marras 90+4’ Boben |

| Arbitro: | Ros (Pordenone) |

|  |           |                       |
|  | Marcatori | 18’ Longo 22’ Capello |

| Arbitro: | Amabile (Vicenza) |

|                              |           |            |
| Pettinari 89’ Dalmonte 90+1’ | Marcatori | 83’ Murilo |

| Arbitro: | Rapuano (Rimini) |

|             |           |                             |
| Coppola 55’ | Marcatori | 36’ D. Ciofani 92’ Valzania |

| Arbitro: | Amabile (Vicenza) |

|  |           |             |
|  | Marcatori | 49’ Mastinu |

| Arbitro: | Di Martino (Teramo) |

|                          |           |                   |
| Sau 31’, 69’ Kragl 90+5’ | Marcatori | 57’ (rig.) Murilo |

| Arbitro: | Camplone (Pescara) |

|             |           |                                                  |
| Trovato 12’ | Marcatori | 31’ Zanellato 35’, 59’ Simy 40’ Gerbo 55’ Molina |

| Arbitro: | Robilotta (Sala Consilina) |

|             |           |  |
| Maniero 52’ | Marcatori |  |

| Arbitro: | Minelli (Varese) |

|  |           |                             |
|  | Marcatori | 45’ Antonelli 51’ La Mantia |

### Coppa Italia
| Arbitro: | Manganiello (Pinerolo) |

|  |           |          |
|  | Marcatori | 69’ Vano |

## Statistiche

### Statistiche di squadra
Statistiche aggiornate al 31 luglio 2020.
| Competizione | Punti         | In casa | In casa | In casa | In casa | In casa | In casa | In trasferta | In trasferta | In trasferta | In trasferta | In trasferta | In trasferta | Totale | Totale | Totale | Totale | Totale | Totale | D.R. |
| Competizione | Punti         | G       | V       | N       | P       | Gf      | Gs      | G            | V            | N            | P            | Gf           | Gs           | G      | V      | N      | P      | Gf     | Gs     | D.R. |
| ------------ | ------------- | ------- | ------- | ------- | ------- | ------- | ------- | ------------ | ------------ | ------------ | ------------ | ------------ | ------------ | ------ | ------ | ------ | ------ | ------ | ------ | ---- |
| Serie B      | 21            | 19      | 3       | 2       | 14      | 19      | 42      | 19           | 2            | 4            | 13           | 11           | 25           | 38     | 5      | 6      | 27     | 30     | 67     | -37  |
| Coppa Italia | Secondo turno | 1       | 0       | 0       | 1       | 0       | 1       | 0            | 0            | 0            | 0            | 0            | 0            | 1      | 0      | 0      | 1      | 0      | 1      | -1   |
| Totale       | 21            | 20      | 3       | 2       | 15      | 19      | 43      | 19           | 2            | 4            | 13           | 11           | 25           | 39     | 5      | 6      | 28     | 30     | 68     | -38  |

### Andamento in campionato
| Giornata  | 1  | 2  | 3  | 4  | 5  | 6  | 7  | 8  | 9  | 10 | 11 | 12 | 13 | 14 | 15 | 16 | 17 | 18 | 19 | 20 | 21 | 22 | 23 | 24 | 25 | 26 | 27 | 28 | 29 | 30 | 31 | 32 | 33 | 34 | 35 | 36 | 37 | 38 |
| --------- | -- | -- | -- | -- | -- | -- | -- | -- | -- | -- | -- | -- | -- | -- | -- | -- | -- | -- | -- | -- | -- | -- | -- | -- | -- | -- | -- | -- | -- | -- | -- | -- | -- | -- | -- | -- | -- | -- |
| Luogo     | T  | C  | T  | C  | T  | C  | C  | T  | C  | T  | C  | T  | C  | T  | T  | C  | T  | C  | T  | C  | T  | C  | T  | C  | T  | T  | C  | T  | C  | T  | C  | T  | C  | C  | T  | C  | T  | C  |
| Risultato | P  | P  | P  | V  | N  | P  | P  | P  | V  | P  | V  | P  | P  | N  | P  | P  | P  | P  | N  | N  | P  | P  | N  | P  | P  | V  | N  | P  | P  | V  | P  | P  | P  | P  | P  | P  | P  | P  |
| Posizione | 17 | 17 | 19 | 16 | 16 | 17 | 17 | 20 | 18 | 19 | 18 | 19 | 19 | 20 | 20 | 20 | 20 | 20 | 20 | 20 | 20 | 20 | 20 | 20 | 20 | 20 | 20 | 20 | 20 | 20 | 20 | 20 | 20 | 20 | 20 | 20 | 20 | 20 |

Fonte:  Serie B – Classifiche, su sport.sky.it, Sky Sport. URL consultato il 5 luglio 2019 (archiviato dall'url originale l'11 settembre 2014).
Legenda:

Luogo: C = Casa; T = Trasferta. Risultato: V = Vittoria; N = Pareggio; P = Sconfitta.

### Statistiche dei giocatori
| Giocatore       | Serie B  | Serie B | Serie B     | Serie B    | Coppa Italia | Coppa Italia | Coppa Italia | Coppa Italia | Totale   | Totale | Totale      | Totale     |
| Giocatore       | Presenze | Reti    | Ammonizioni | Espulsioni | Presenze     | Reti         | Ammonizioni  | Espulsioni   | Presenze | Reti   | Ammonizioni | Espulsioni |
| --------------- | -------- | ------- | ----------- | ---------- | ------------ | ------------ | ------------ | ------------ | -------- | ------ | ----------- | ---------- |
| D. Agazzi       | 2        | 0       | 0           | 0          | 1            | 0            | 0            | 0            | 3        | 0      | 0           | 0          |
| M. Boben        | 1        | 0       | 0           | 0          | 1            | 0            | 0            | 0            | 2        | 0      | 0           | 0          |
| L. Bogdan       | 2        | 0       | 1           | 0          | 1            | 0            | 0            | 0            | 3        | 0      | 1           | 0          |
| S. Braken       | 0        | 0       | 0           | 0          | 0            | 0            | 0            | 0            | 0        | 0      | 0           | 0          |
| E. Brignola     | 0        | 0       | 0           | 0          | 0            | 0            | 0            | 0            | 0        | 0      | 0           | 0          |
| A. Coppola      | 0        | 0       | 0           | 0          | 0            | 0            | 0            | 0            | 0        | 0      | 0           | 0          |
| S. D'Angelo     | 0        | 0       | 0           | 0          | 1            | 0            | 0            | 0            | 1        | 0      | 0           | 0          |
| E. Del Prato    | 1        | 0       | 0           | 0          | 0            | 0            | 0            | 0            | 1        | 0      | 0           | 0          |
| M. Di Gennaro   | 2        | 0       | 0           | 0          | 1            | 0            | 0            | 0            | 3        | 0      | 0           | 0          |
| A. Gasbarro     | 2        | 0       | 0           | 0          | 1            | 0            | 0            | 0            | 3        | 0      | 0           | 0          |
| L. Gonnelli     | 1        | 0       | 0           | 0          | 1            | 0            | 0            | 0            | 2        | 0      | 0           | 0          |
| A. Luci         | 2        | 0       | 1           | 0          | 1            | 0            | 0            | 0            | 3        | 0      | 1           | 0          |
| A. Marie Sainte | 0        | 0       | 0           | 0          | 0            | 0            | 0            | 0            | 0        | 0      | 0           | 0          |
| M. Marras       | 0        | 0       | 0           | 0          | 0            | 0            | 0            | 0            | 0        | 0      | 0           | 0          |
| D. Marsura      | 1        | 0       | 0           | 0          | 1            | 0            | 0            | 0            | 2        | 0      | 0           | 0          |
| F. Mazzeo       | 2        | 0       | 0           | 0          | 0            | 0            | 0            | 0            | 2        | 0      | 0           | 0          |
| G. Morelli      | 0        | 0       | 0           | 0          | 1            | 0            | 0            | 0            | 1        | 0      | 0           | 0          |
| M. Morganella   | 2        | 0       | 0           | 0          | 0            | 0            | 0            | 0            | 2        | 0      | 0           | 0          |
| M. Murilo       | 2        | 0       | 0           | 0          | 1            | 0            | 0            | 0            | 3        | 0      | 0           | 0          |
| A. Plizzari     | 0        | 0       | 0           | 0          | 0            | 0            | 0            | 0            | 0        | 0      | 0           | 0          |
| A. Porcino      | 1        | 0       | 0           | 0          | 0            | 0            | 0            | 0            | 1        | 0      | 0           | 0          |
| F. Raičević     | 2        | 0       | 1           | 0          | 1            | 0            | 0            | 0            | 3        | 0      | 1           | 0          |
| M. Ricci        | 0        | 0       | 0           | 0          | 0            | 0            | 0            | 0            | 0        | 0      | 0           | 0          |
| A. Rizzo        | 0        | 0       | 0           | 0          | 1            | 0            | 0            | 0            | 1        | 0      | 0           | 0          |
| L. Rizzo        | 0        | 0       | 0           | 0          | 0            | 0            | 0            | 0            | 0        | 0      | 0           | 0          |
| M. Rocca        | 1        | 0       | 1           | 0          | 0            | 0            | 0            | 0            | 1        | 0      | 1           | 0          |
| G. Ruggiero     | 0        | 0       | 0           | 0          | 0            | 0            | 0            | 0            | 0        | 0      | 0           | 0          |
| A. Stoian       | 2        | 0       | 0           | 0          | 0            | 0            | 0            | 0            | 2        | 0      | 0           | 0          |
| F. Viviani      | 0        | 0       | 0           | 0          | 0            | 0            | 0            | 0            | 0        | 0      | 0           | 0          |
| B. Volpini      | 0        | 0       | 0           | 0          | 0            | 0            | 0            | 0            | 0        | 0      | 0           | 0          |
| L. Zima         | 2        | 0       | 0           | 0          | 1            | 0            | 0            | 0            | 3        | 0      | 0           | 0          |